# Podogymnura
Podogymnura är ett släkte i underfamiljen råttigelkottar med två arter som förekommer i sydöstra Asien. De liknar i utseende och beteende mer näbbmöss än igelkottar av underfamiljen Erinaceinae.
Arterna är:
- Podogymnura aureospinula lever bara på några mindre öar norr om Mindanao (Filippinerna), den listas av IUCN som starkt hotad (EN).
- Podogymnura truei hittas i flera regioner på Mindanao, den listas som livskraftig (LC).

## Beskrivning
Podogymnura truei har inga taggar utan mjuk päls medan Podogymnura aureospinula har grövre päls och några få taggar. Färgen är på ovansidan rödbrun till grå och vid buken ljusare. Kroppslängden (huvud och bål) varierar för Podogymnura truei mellan 13 och 15 cm (svanslängd 4 till 7 cm) samt för Podogymnura aureospinula mellan 19 och 21 cm (svanslängd 6 till 7 cm).
Dessa djur vistas i bergstrakter som är 1 700 till 2 300 meter höga. De lever troligen främst på marken och hittades gömd under trädrötter. Födan utgörs antagligen av maskar och insekter.